# Pine Valley Creek Bridge
Die Pine Valley Creek Bridge, offiziell Nello Irwin Greer Memorial Bridge genannt, ist eine Autobahnbrücke, die den hier Kumeyaay Highway genannten Interstate-8-Abschnitt bei Pine Valley über den Pine Valley Creek führt.
Pine Valley ist eine unincorporated community oder census-designated place in den Cuyamaca Mountains im südöstlichen San Diego County in Kalifornien, USA.
Die Brücke wurde nach Nello Irwin Greer benannt, dem für die Planung des örtlichen Abschnitts der Interstate 8 zuständigen Projektingenieurs, der dafür sorgte, dass die Autobahn in einigem Abstand von dem Ort mit seinen seltenen Jeffrey-Kiefern gebaut wurde.
Die zwischen 1973 und 1975 errichtete Brücke war die erste im Freivorbau errichtete Spannbetonbrücke in den USA und ist dort auch heute noch eine der höchsten Brücken.

## Beschreibung
Die Pine Valley Creek Bridge hat, wie bei Autobahnbrücken üblich, je zwei Fahrspuren und einen Pannenstreifen pro Fahrtrichtung, aber keine Gehwege.
Sie hat für jede Richtungsfahrbahn eigene Überbauten, die durch einen 11,6 m (38 ft) breiten Zwischenraum getrennt sind. Geländebedingt sind sie unterschiedlich lang; die nördliche Fahrbahn ist 515,42 m (1691 ft), die südliche ist 530,66 m (1741 ft) lang. Der Creek verläuft 137 m (450 ft) unter der Brücke.
Die Brücke hat 5 Öffnungen mit 4 Doppelpfeilern, die Pfeilerachsabstände sind 77,72/86,89 + 103,63 + 137,16 + 115,82 + 81,07/87,17 m (255/285 + 340 + 450 + 380 + 266/286 ft).
Die Fahrbahnplatten sind jeweils 12,80 m (42 ft) breit. Sie bilden gleichzeitig die Deckplatte für einen 5,79 m (19 ft) hohen Hohlkasten mit trapezförmigem, über die gesamte Brückenlänge unveränderten Querschnitt.
Die schlanken Doppelpfeiler aus Stahlbeton stehen auf einem gemeinsamen Sockel. Sie sind jeweils durch zwei Querriegel versteift. Auf den oberen 18 m (60 ft) werden sie zu schrägen, auseinanderstrebenden Pfeilern, die den jeweiligen Hohlkasten tragen und durch einen weiteren Querriegel verbunden sind.
Die Brücke wurde von Dyckerhoff & Widmann, Inc. unter der Leitung von Man-Chung Tang, ihrem Chief Engineer, geplant und von einem Joint Venture zwischen S.J. Groves und Dyckerhoff & Widmann ausgeführt.
Der Bau begann mit dem Widerlager Nr. 6 und dem Pfeiler Nr. 5. Aus Kostengründen und um die Natur in dem Creek möglichst unberührt zu lassen, wurde in dem Zwischraum zwischen den auszuführenden Hohlkästen eine knapp 100 m (320 ft) lange stählerne Hilfsbrücke montiert, mit der zunächst der Pfeilerkopf Nr. 5 betoniert wurde. Dann begann die Herstellung der Hohlkästen von diesem Pfeiler aus in beide Richtungen mit Vorbauwagen im Freivorbau. Nach 47 m (155 ft) wurde die Hilfsbrücke zu dem inzwischen erstellten Pfeiler Nr. 4 vorgezogen und die Vorbauwagen zu seinem Pfeilerkopf umgesetzt. Dann begann dort der nächste Freivorbau. Das Verfahren wurde an den nächsten beiden Pfeilern wiederholt, bis das andere Widerlager erreicht war. Auf diese Weise war nur eine Baustelleneinrichtung beim Widerlager 6 nötig. Die Arbeiter und das Baumaterial konnten über die Hilfsbrücke und die bereits ausgeführten Abschnitte zur jeweiligen Einbaustelle gelangen, ohne das Tal zu beanspruchen und Zeit auf langen Wegen zu verlieren.